# Mark Forest
Mark Forest (* 6. Januar 1933 in Brooklyn, New York City, New York; † 7. Januar 2022 in Arleta, Kalifornien;  eigentlich Lou Degni) war ein US-amerikanischer Bodybuilder, Schauspieler und Opernsänger.

## Leben
Forest, der früh mit dem Bodybuilding begann, arbeitete zunächst an Programmen für Übungen für Körperbehinderte. Nach einigen Wettbewerben wurde er für den Film entdeckt. Er war nach Steve Reeves der zweite US-Amerikaner, der von italienischen Produzenten als Darsteller in Peplums verpflichtet wurde.
Zwischen 1960 und 1965 trat Forest in zwölf Spielfilmen auf, in denen er u. a. Maciste, Goliath und Herkules verkörperte. Wie die meisten dieser Kommerzfilme ohne künstlerischen Anspruch, hinterließen sie kaum bleibenden Eindruck, wurden aber später als naive Märchen und Beispiele für den Eskapismus der Zeit gewertet.
Nach Beendigung seiner Filmkarriere ging Forest zurück in die Vereinigten Staaten, wo er Gesang studierte, in Opern sang sowie dieses Fach lehrte. Er lebte zuletzt in Arleta, Kalifornien, wo er im Januar 2022, einen Tag nach seinem 89. Geburtstag starb.

## Filme
- 1960: Die Rache des Herkules (La vendetta di Ercole)
- 1960: Maciste, der Rächer der Pharaonen (Maciste nella valle dei re)
- 1961: Maciste und die Königin der Nacht (Maciste l’uomo più forte del mondo)
- 1962: Die gewaltigen Sieben (Maciste, il gladiatore più forte del mondo)
- 1963: Der Stärkste unter der Sonne (Maciste l’eroe più grande del mondo)
- 1963: Höllenhunde des Dschingis Khan (Maciste Contro I Mongoli) – Regie: Domenico Paolella
- 1964: Maciste, der Held von Sparta (Maciste, gladiatore di Sparta)
- 1964: Huasaca – Wie tödliche Geier (Ercole contro i figli del sole) – Regie: Osvaldo Civirani
- 1964: Das Geheimnis der roten Blume (Kindar l’invulnerabile) – Regie: Osvaldo Civirani
- 1964: Die Vernichtung des Dschingis Khan (Maciste nell’inferno di Gengis Khan)
- 1964: Der Größte der Gladiatoren (Il magnifico gladiatore) – Regie: Alfonso Brescia
- 1964: Der Löwe von Theben (Leone di Tebe) – Regie: Giorgio Ferroni